# Slaven Krajačić
Slaven Krajačić (ur. 14 września 1980 w Zagrzebiu) – chorwacki bobsleista i lekkoatleta, trzykrotny olimpijczyk.
Startował na Letnich Igrzyskach w Sydney, Zimowych Igrzyskach w Turynie oraz Zimowych Igrzyskach w Vancouver.

## Kariera lekkoatletyczna
Reprezentant kraju w zawodach pucharu Europy. Wielokrotny mistrz Chorwacji. W 1998 wystąpił w mistrzostwach świata juniorów we francuskim Annecy, po wygraniu biegu na 100 metrów w pierwszej rundzie eliminacyjnej, z czasem 10,47 (wynik ten jest aktualnym rekordem Chorwacji w kategorii juniorów), w kolejnej rundzie zanotował słabszy rezultat (10,80) i odpadł z dalszej rywalizacji. Rok później wziął udział w mistrzostwach Europy juniorów w Rydze, gdzie zajął 5. miejsce w biegu na 100 metrów, osiągając najlepszy rezultat w karierze – 10,44. Wynik ten nie jest jednak uznawany za oficjalny, ponieważ siła wiatru podczas biegu wynosiła + 3,3 m/s, a maksymalny dopuszczalny wiatr pozwalający na uznanie rezultatu za oficjalny to + 2,0 m/s. 29 lipca 2000 chorwacka sztafeta 4 × 100 metrów z Krajačicem na pierwszej zmianie ustanowiła, wynikiem 39,76 aktualny rekord kraju w tej konkurencji. Dwa miesiące później Krajačić zadebiutował w igrzyskach olimpijskich – sztafeta 4 × 100 metrów z jego udziałem zajęła 6. miejsce w swoim biegu eliminacyjnym (z czasem 39,87).

### Rekordy życiowe
- bieg na 100 metrów – 10,47 (1998)/10,44w (1999)
- bieg na 200 metrów – 21,28w (1998)
- bieg na 60 metrów (hala) – 6,68 (2001)

## Kariera bobslejowa
W 2006 roku startował w konkurencji bobslejowych czwórek, w której zajął 23. miejsce, nie kwalifikując się do 4. ślizgu. W 2010 roku ponownie wystartował w konkurencji bobslejowych czwórek. Razem z Andrásem Haklitsem, Igorem Mariciem i Ivanem Šolą został sklasyfikowany na 20. pozycji.